# Чемпіонат світу з трекових велоперегонів 2016 — омніум (жінки)
Змагання з омніуму серед жінок на Чемпіонаті світу з трекових велоперегонів 2016 відбулись 5 і 6 березня 2016. Лора Тротт з Великої Британії виграла золоту медаль.

## Результати

### Скретч
Скретчевий заїзд відбувся о 10:48.
| Місце | Ім'я              | Країна            | Кола відставання |
| ----- | ----------------- | ----------------- | ---------------- |
| 1     | Амалія Дідеріксен | Данія             |                  |
| 2     | Сімона Фраппорті  | Італія            |                  |
| 3     | Лора Тротт        | Велика Британія   |                  |
| 4     | Лорі Бертон       | Франція           |                  |
| 5     | Сара Гаммер       | США               |                  |
| 6     | Жольєн Д'Ор       | Бельгія           |                  |
| 7     | Кірстен Вілд      | Нідерланди        |                  |
| 8     | Аннетт Едмондсон  | Австралія         |                  |
| 9     | Анна Кнауер       | Німеччина         |                  |
| 10    | Дяо Сяо Цзюань    | Гонконг           |                  |
| 11    | Марліс Мехіас     | Куба              |                  |
| 12    | Ло Сяолін         | Китай             |                  |
| 13    | Лейре Олаберрія   | Іспанія           |                  |
| 14    | Сяо Мей Юй        | Китайський Тайбей |                  |
| 15    | Тамара Балаболіна | Росія             |                  |
| 16    | Еллісон Беверидж  | Канада            |                  |
| 17    | Енджі Гонсалес    | Венесуела         |                  |
| 18    | Тетяна Шаракова   | Білорусь          |                  |
| 19    | Сакура Цукаґоші   | Японія            |                  |
| 20    | Лорен Елліс       | Нова Зеландія     |                  |

### Індивідуальна гонка переслідування
Індивідуальна гонка переслідування відбулась о.
| Місце | Ім'я              | Країна            | Час      |
| ----- | ----------------- | ----------------- | -------- |
| 1     | Сара Гаммер       | США               | 3:28.630 |
| 2     | Лора Тротт        | Велика Британія   | 3:32.436 |
| 3     | Тетяна Шаракова   | Білорусь          | 3:34.714 |
| 4     | Кірстен Вілд      | Нідерланди        | 3:34.882 |
| 5     | Жольєн Д'Ор       | Бельгія           | 3:36.202 |
| 6     | Амалія Дідеріксен | Данія             | 3:37.611 |
| 7     | Лорі Бертон       | Франція           | 3:38.028 |
| 8     | Еллісон Беверидж  | Канада            | 3:38.141 |
| 9     | Лорен Елліс       | Нова Зеландія     | 3:38.327 |
| 10    | Марліс Мехіас     | Куба              | 3:38.547 |
| 11    | Аннетт Едмондсон  | Австралія         | 3:39.493 |
| 12    | Тамара Балаболіна | Росія             | 3:40.955 |
| 13    | Лейре Олаберрія   | Іспанія           | 3:41.875 |
| 14    | Ло Сяолін         | Китай             | 3:41.876 |
| 15    | Дяо Сяо Цзюань    | Гонконг           | 3:42.962 |
| 16    | Сімона Фраппорті  | Італія            | 3:43.159 |
| 17    | Енджі Гонсалес    | Венесуела         | 3:44.841 |
| 18    | Анна Кнауер       | Німеччина         | 3:45.780 |
| 19    | Сакура Цукаґоші   | Японія            | 3:47.939 |
| 20    | Сяо Мей Юй        | Китайський Тайбей | 3:56.996 |

### Гонка на вибування
Гонка на вибування відбулась о.
| Місце | Ім'я              | Країна            |
| ----- | ----------------- | ----------------- |
| 1     | Сара Гаммер       | США               |
| 2     | Лора Тротт        | Велика Британія   |
| 3     | Амалія Дідеріксен | Данія             |
| 4     | Лорі Бертон       | Франція           |
| 5     | Аннетт Едмондсон  | Австралія         |
| 6     | Кірстен Вілд      | Нідерланди        |
| 7     | Анна Кнауер       | Німеччина         |
| 8     | Жольєн Д'Ор       | Бельгія           |
| 9     | Сімона Фраппорті  | Італія            |
| 10    | Еллісон Беверидж  | Канада            |
| 11    | Енджі Гонсалес    | Венесуела         |
| 12    | Лейре Олаберрія   | Іспанія           |
| 13    | Ло Сяолін         | Китай             |
| 14    | Лорен Елліс       | Нова Зеландія     |
| 15    | Сяо Мей Юй        | Китайський Тайбей |
| 16    | Сакура Цукаґоші   | Японія            |
| 17    | Тетяна Шаракова   | Білорусь          |
| 18    | Марліс Мехіас     | Куба              |
| 19    | Дяо Сяо Цзюань    | Гонконг           |
| 20    | Тамара Балаболіна | Росія             |

### Гіт на 500 м
Гіт на 500 м розпочався о 10:16.
| Місце | Ім'я              | Країна            | Час    |
| ----- | ----------------- | ----------------- | ------ |
| 1     | Аннетт Едмондсон  | Австралія         | 35.095 |
| 2     | Лорі Бертон       | Франція           | 35.143 |
| 3     | Лора Тротт        | Велика Британія   | 35.273 |
| 4     | Жольєн Д'Ор       | Бельгія           | 35.424 |
| 5     | Еллісон Беверидж  | Канада            | 35.567 |
| 6     | Сяо Мей Юй        | Китайський Тайбей | 35.672 |
| 7     | Лейре Олаберрія   | Іспанія           | 35.705 |
| 8     | Сакура Цукаґоші   | Японія            | 35.940 |
| 9     | Марліс Мехіас     | Куба              | 36.050 |
| 10    | Сара Гаммер       | США               | 36.330 |
| 11    | Анна Кнауер       | Німеччина         | 36.418 |
| 12    | Енджі Гонсалес    | Венесуела         | 36.620 |
| 13    | Лорен Елліс       | Нова Зеландія     | 36.747 |
| 14    | Тамара Балаболіна | Росія             | 36.776 |
| 15    | Сімона Фраппорті  | Італія            | 36.784 |
| 16    | Тетяна Шаракова   | Білорусь          | 36.848 |
| 17    | Ло Сяолін         | Китай             | 36.872 |
| 18    | Дяо Сяо Цзюань    | Гонконг           | 37.072 |
| 19    | Кірстен Вілд      | Нідерланди        | 37.172 |
| 20    | Амалія Дідеріксен | Данія             | 37.705 |

### Гіт з ходу на 250 м
Гіт з ходу на 250 м розпочався об 11:28.
| Місце | Ім'я              | Країна            | Час    |
| ----- | ----------------- | ----------------- | ------ |
| 1     | Еллісон Беверидж  | Канада            | 13.924 |
| 2     | Лорі Бертон       | Франція           | 14.012 |
| 3     | Лора Тротт        | Велика Британія   | 14.216 |
| 4     | Аннетт Едмондсон  | Австралія         | 14.232 |
| 5     | Сара Гаммер       | США               | 14.275 |
| 6     | Кірстен Вілд      | Нідерланди        | 14.372 |
| 7     | Жольєн Д'Ор       | Бельгія           | 14.395 |
| 8     | Марліс Мехіас     | Куба              | 14.409 |
| 9     | Сяо Мей Юй        | Китайський Тайбей | 14.551 |
| 10    | Лорен Елліс       | Нова Зеландія     | 14.555 |
| 11    | Лейре Олаберрія   | Іспанія           | 14.558 |
| 12    | Сакура Цукаґоші   | Японія            | 14.562 |
| 13    | Анна Кнауер       | Німеччина         | 14.618 |
| 14    | Сімона Фраппорті  | Італія            | 14.714 |
| 15    | Дяо Сяо Цзюань    | Гонконг           | 14.742 |
| 16    | Енджі Гонсалес    | Венесуела         | 14.809 |
| 17    | Ло Сяолін         | Китай             | 14.836 |
| 18    | Тетяна Шаракова   | Білорусь          | 14.851 |
| 19    | Амалія Дідеріксен | Данія             | 15.103 |
| 20    | Тамара Балаболіна | Росія             | 15.104 |

### Гонка за очками
Гонка за очками розпочалась о 14:42.
| Місце | Ім'я              | Країна            | Очки |
| ----- | ----------------- | ----------------- | ---- |
| 1     | Лорен Елліс       | Нова Зеландія     | 65   |
| 2     | Еллісон Беверидж  | Канада            | 29   |
| 3     | Кірстен Вілд      | Нідерланди        | 27   |
| 4     | Марліс Мехіас     | Куба              | 26   |
| 5     | Лора Тротт        | Велика Британія   | 17   |
| 6     | Сара Гаммер       | США               | 16   |
| 7     | Лорі Бертон       | Франція           | 11   |
| 8     | Жольєн Д'Ор       | Бельгія           | 7    |
| 9     | Амалія Дідеріксен | Данія             | 7    |
| 10    | Тетяна Шаракова   | Білорусь          | 7    |
| 11    | Аннетт Едмондсон  | Австралія         | 6    |
| 12    | Ло Сяолін         | Китай             | 6    |
| 13    | Енджі Гонсалес    | Венесуела         | 3    |
| 14    | Лейре Олаберрія   | Іспанія           | 2    |
| 15    | Анна Кнауер       | Німеччина         | 1    |
| 16    | Сяо Мей Юй        | Китайський Тайбей | 0    |
| 17    | Сімона Фраппорті  | Італія            | 0    |
| 18    | Сакура Цукаґоші   | Японія            | 0    |
| 19    | Тамара Балаболіна | Росія             | 0    |
| 20    | Дяо Сяо Цзюань    | Гонконг           | 0    |

### Фінальна класифікація
Після всіх дисциплін.
| Місце | Ім'я              | Країна            | Очки |
| ----- | ----------------- | ----------------- | ---- |
| 1     | Лора Тротт        | Велика Британія   | 201  |
| 2     | Лорі Бертон       | Франція           | 183  |
| 3     | Сара Гаммер       | США               | 182  |
| 4     | Еллісон Беверидж  | Канада            | 159  |
| 5     | Аннетт Едмондсон  | Австралія         | 158  |
| 6     | Жольєн Д'Ор       | Бельгія           | 157  |
| 7     | Кірстен Вілд      | Нідерланди        | 153  |
| 8     | Лорен Елліс       | Нова Зеландія     | 143  |
| 9     | Марліс Мехіас     | Куба              | 124  |
| 10    | Амалія Дідеріксен | Данія             | 119  |
| 11    | Лейре Олаберрія   | Іспанія           | 100  |
| 12    | Сімона Фраппорті  | Італія            | 98   |
| 13    | Анна Кнауер       | Німеччина         | 95   |
| 14    | Сяо Мей Юй        | Китайський Тайбей | 82   |
| 15    | Тетяна Шаракова   | Білорусь          | 73   |
| 16    | Ло Сяолін         | Китай             | 70   |
| 17    | Енджі Гонсалес    | Венесуела         | 67   |
| 18    | Сакура Цукаґоші   | Японія            | 62   |
| 19    | Дяо Сяо Цзюань    | Гонконг           | 56   |
| 20    | Тамара Балаболіна | Росія             | 48   |